# الإدارة العامة للمجاهدين (السعودية)
الإدارة العامة للمجاهدين إحدى القطاعات  العسكرية التابعة لوزارة الداخلية في السعودية تأسست في عهد الملك عبد العزيز عام 1347 هـ، تتبع للإدارة 10 فروع إلى جانب الفرع الرئيسي للإدارة العامة في الرياض.

## التاريخ
أُنشئت الإدارة العامة للمجاهدين بوزارة الداخلية في عهد الملك عبد العزيز عام 1347 هـ، من المحاربين القدامى الذين ظلوا ملازمين له في كل الأمور، حيث كانوا بمثابة الجيش والأمن آنذاك، وكان يطلق عليهم (أهل الجهاد)، وبعد أن استقرت الأمور وتوحدت البلاد واستتب الأمن، بُدأ في تكوين أجهزة الدولة التي تُعنى بشؤون الحكم ومنها الشؤون العسكرية، ومن بينهم (أهل الجهاد) الذين شاركوا تحت قيادته في توحيد البلاد، فجعلهم من خاصته ونظّم شؤونهم. كانت بدايات العمل الجهادي في العصر الحديث تعود إلى تكوين تلك الفرقة المعروفة من أهل العارض ومن بعض ما حولها من المناطق، والتي ساندت الملك عبد العزيز في استعادة الرياض عام 1319 هـ، ثم ما لبثت أن انضمت إليها فرقة الإخوان في الأربعينيات الهجرية، بعد تأسيس الهجر من قبل الملك عبد العزيز مما أسهم في تكوين أكبر قوة عسكرية في شبه الجزيرة العربية بلغ قوامها 76.500 مقاتل، وهذه القوة لا تشكل أي أعباء مالية على الدولة إذ كانوا يتكفلون بأسلحتهم وعتادهم. وقد ساهمت تلك القوة في توحيد البلاد.
ثم بدأ ما يعرف بالهجانة، وهي مزيج من التنظيم العسكري والتقاليد البدوية بدأ تشكيله كقطاع عسكري عام 1344 هـ مما ورثه السلطان عبد العزيز من تشكيلات سابقة، مضيفًا إليها بعض الفرق التي بقيت في الحجاز عندما انتهت الحرب فيها، وكان قائد الهجانة العام منذ توحيدها في 1350 هـ وإلى أن ألغيت في عام 1354 هـ هو محمد بن إبراهيم السلطان، ثم أوكل عمل الهجانة إلى مكتب أهل الجهاد الذي كان قائمًا في الديوان الملكي، وبعد تشكيل الحرس الوطني في 1374 هـ، أصبح اسم المكتب أهل الجهاد وبقي مرتبطًا بالديوان الملكي، واستمر هذا المكتب بالإشراف على شؤون المجاهدين وصرف مرتباتهم وتنظيم وحداتهم، وتحولت فرق المجاهدين إلى قوة احتياطية.
في عام 1383 هـ ألحق المكتب بوزارة الداخلية، وضم في عام 1385 هـ أفراد الحرس الخاص الخويا، ثم ضم قصاصي الأثر المرية في عام 1387 هـ. وتقوم الإدارة حاليًّا بالعديد من المهام الأمنية كمشاركة الحرس الخاص، وحراسة مصادر المياه، وخطوط البترول، ومكافحة التسول، ومكافحة المخدرات، ومساندة الأمن العام، والمشاركة في خدمة ضيوف الرحمن، وغيرها من الأعمال الكبيرة والتحديثية التي تقوم بها.

## الفروع
للإدارة عشر فروع هي:
- فرع الإدارة بمنطقة الرياض.
- فرع الإدارة بمنطقة مكة المكرمة.
- فرع الإدارة بالمنطقة الشرقية.
- فرع الإدارة بمنطقة عسير.
- فرع الإدارة بمنطقة نجران.
- فرع الإدارة بمنطقة جازان.
- فرع الإدارة بمنطقة تبوك.
- فرع الإدارة ببمنطقة الحدود الشمالية.
- فرع الإدارة بمنطقة المدينة المنورة.
- فرع الإدارة بمنطقة القصيم.

## المهام
من المهام الأمنية الموكلة للإدارة العامة للمجاهدين ما يلي:
- العمل كخط ثان بعد حرس الحدود علي شكل دوريات متحركة وثابته وكذلك راجلة.
- حراسة بعض المنشآت البترولية (الحفارات) عدد (72)، والمرافق العامة، مثل: محطات الكهرباء والمياه، والتلفزيون، والمطارات، والسدود.
- نقاط تفتيش ومشاركة في المهام الأمنية بشكل عام بما في ذلك التغطية الأمنية لبعض الجوامع أثناء صلاة الجمعة.
- تغطية الهجر والقرى التي لا يوجد بها جهات أمنية (شرط) إلى حين تأمينها أمنياً.
- حماية المناطق الرعوية والروضات (خريم، والدهناء، والصمان، والتنهات، والخفس، ونوره، والسبلة )، ومنع الاحتطاب بالمواقع الأثرية والسياحية.
- المشاركة مع الأمانات في الاحتفالات والمناسبات الرسمية، بالإضافة إلى المشاركة مع هيئة الأمر بالمعروف والنهي عن المنكر خلال شهر رمضان المبارك من كل عام.
- دعم لجان منع التعديات على الأراضي الحكومية.
- المشاركة الفعالة في مهام الحج وأم رقيبة واحتفالات الأعياد ونحوها.
- التغطية الأمنية للمناطق الصحراوية ومناطق الرعي وتجمعات الرحل للقيام بالحمى، والمحافظة على الغطاء النباتي ومنع الاحتطاب، ونشر الأمن، والقبض على المروجين والمتسللين، والمهام الأمنية في هذا الخصوص.
- مرافقة عوامل جباية الزكاة أثناء خروجها.
- مشاركة قصاصي الأثر في القضايا الأمنية.
- تمثيل الإدارة في الدواوين الملكية (الخويا).

## المدراء السابقون
منذ تأسيسها، تعاقب 11 مسؤولًا على إدارة الإدارة العامة للمجاهدين، هم:
| الاسم                           | بداية الفترة | نهاية الفترة |
| ------------------------------- | ------------ | ------------ |
| عبد الله بن عسكر                | 1347هـ       | 1357هـ       |
| عبد العزيز بن حماد الشبيلي      | 1358هـ       | 1378هـ       |
| مقبل بن حماد الشبيلي            | 1378هـ       | 1383هـ       |
| عبد الله بن غاطي الغاطي         | 1383هـ       | 1400هـ       |
| سعد بن محمد بن سلطان            | 1400هـ       | 1403هـ       |
| علي بن إبراهيم الرشودي          | 1403هـ       | 1410هـ       |
| حمود بن إبراهيم الربيعان        | 1410هـ       | 1425هـ       |
| عبدالرحمن بن عبد الله الريس     | 1425هـ       | 1426هـ       |
| مساعد بن صالح الحماد            | 1426هـ       | 1436هـ       |
| الدكتور عبد الله بن محمد السويد | 1436هـ       | 1439هـ       |
| اللواء منصور بن عبد الله الشدي  | 1439هـ       | حتى الآن     |

## وصلات خارجية
- صفحة المجاهدون في وزارة الداخلية.